# IRIX

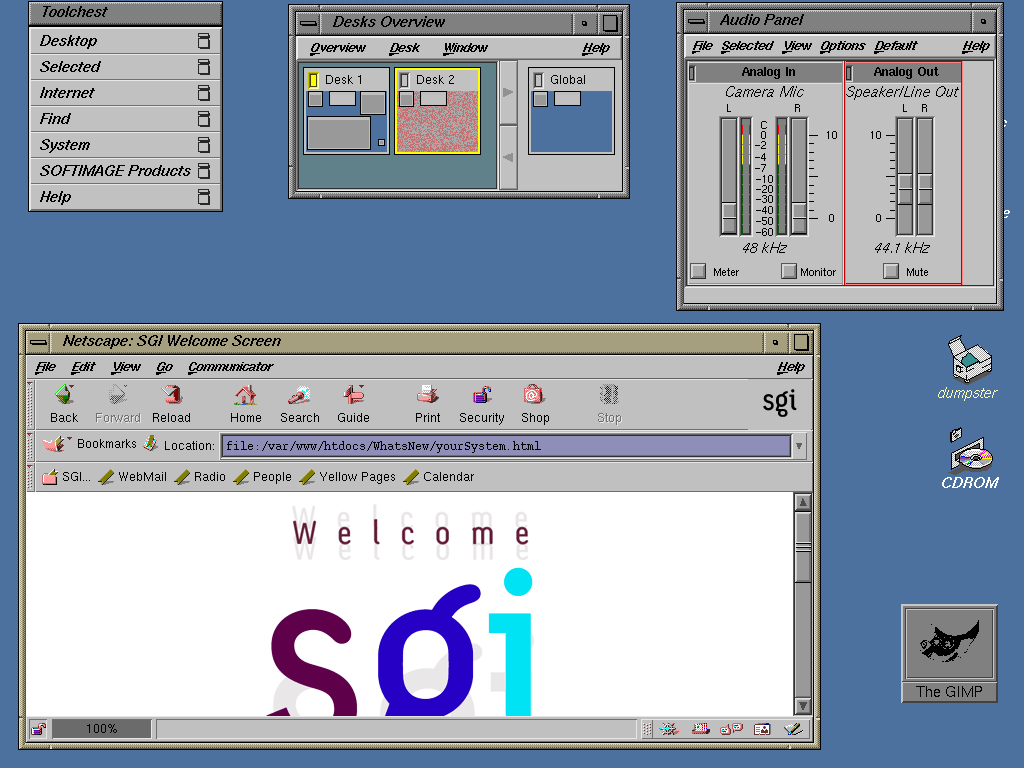
Imagem ilustrativa

IRIX é um sistema operacional descontinuado, baseado no Unix com o BSD desenvolvido pela Silicon Graphics (SGI) para funcionar em computadores com arquitetura MIPS de 32 e 64-bits em servidores e estações de trabalho.
Entre grandes particularidades positivas, possuia suporte para gráficos 3D, vídeo e grande largura de banda de rede para transferência de arquivos. Tinha um sistema de arquivos próprio, o XFS que é mais avançado do que o journaling, comum em distribuições Linux. IRIX foi o primeiro sistema operacional baseado em UNIX a oferecer interface gráfica ao usuário, e foi muito utilizado para a indústria de animação computacional e científica com sua boa performance em gráficos 3D.
A última versão do IRIX foi a IRIX 6.5, sendo compatível com UNIX 95 e POSIX (incluindo ACLs).
O IRIX foi descontinuado no final de 2006, dando lugar à plataforma Altix da SGI, baseada em processadores Intel e no sistema operacional Linux. O suporte para usuários do sistema seguiu até 2013.